# Mariä Himmelfahrt (Neuhäder)

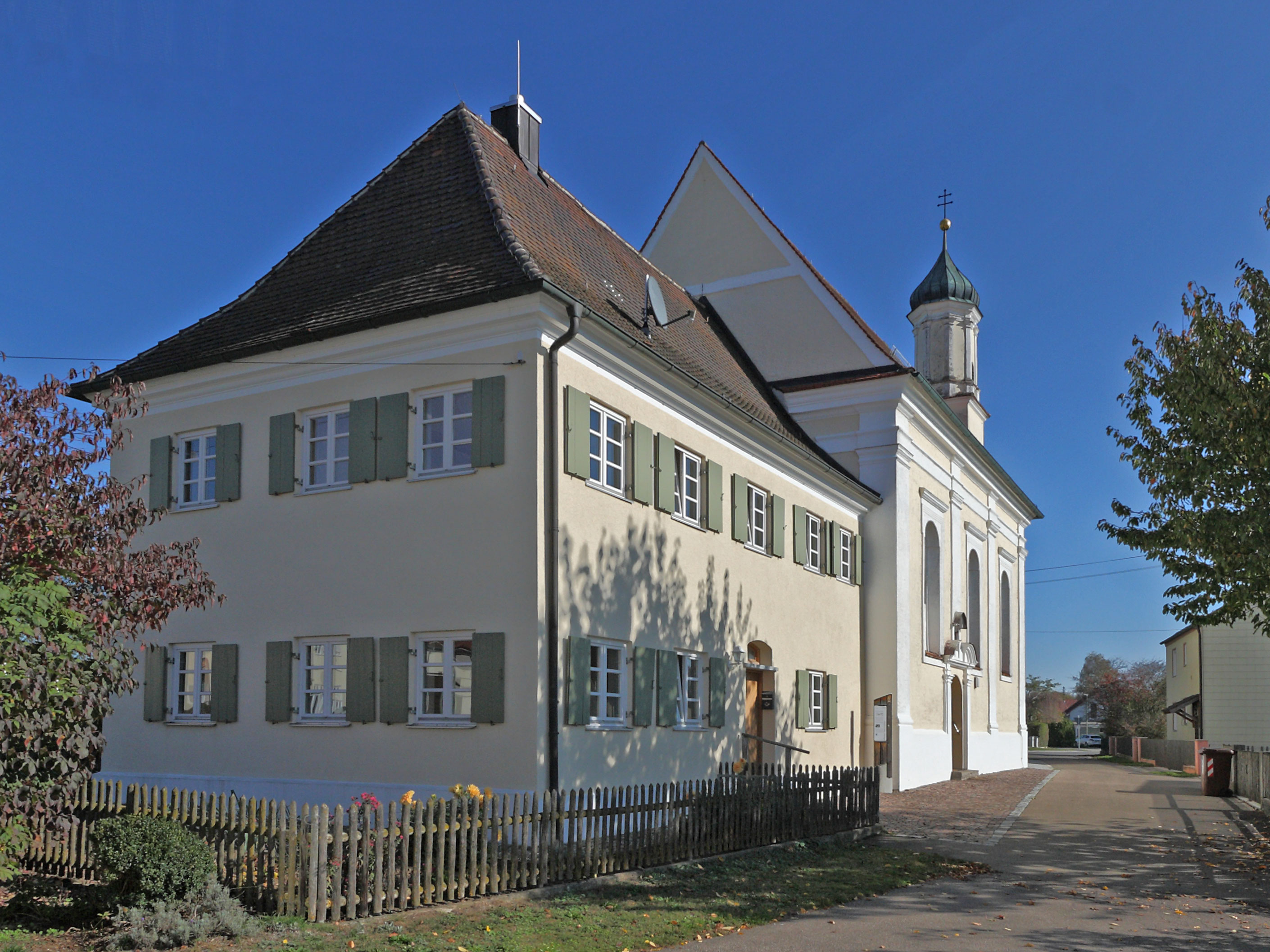
Marienkapelle und Benefiziatenhaus in Neuhäder

Die römisch-katholische Filial- und Wallfahrtskirche Mariä Himmelfahrt, auch Marienkapelle genannt, ist ein Kirchengebäude in Neuhäder, einem Ortsteil der Marktgemeinde Dinkelscherben im schwäbischen Landkreis Augsburg in Bayern. Es wurde 1719/20 errichtet und 1727 um ein Benefiziatenhaus erweitert. Das geschützte Baudenkmal steht unter der Aktennummer D-7-72-131-40 in der Bayerischen Denkmalliste.

## Geschichte
Nördlich von Häder stand eine der heiligen Jungfrau geweihte Kapelle, als Filialkirche der Pfarrei St. Stephan in  Häder. Bereits im 15. Jahrhundert entwickelte sich die Wallfahrt zum Gnadenbild von Häder. 1593 wird eine Marienkapelle mit zwei Altären erwähnt. Dazu heißt es in dem in lateinischer Sprache verfassten Visitationsbericht: "sacellum extra pagum in honorem B. Mariae V. dedicatum et consecratum, cum duobus altaribus, ubi singulis festivitatibus B. Mariae V. parochus sacra peragere tenetur, Visitat. Ber. v. 1593". Die Kapelle umgab eine kleine Anzahl von Häusern, die stetig wuchs. Aus der Ansiedlung ging ein eigener Ortsteil hervor, der seit dem 19. Jahrhundert den Namen Neuhäder trägt. Das Präsentationsrecht übte bis zur Säkularisation das Reichsstift St. Ulrich und Afra in Augsburg aus. Abt Willibald Popp veranlasste in den Jahren 1719/20 den Bau der heutigen Kirche. Möglicherweise errichtete sie der Maurermeister Georg Rainer aus Ichenhausen. Die Weihe erfolgte am 14. September 1721 von Weihbischof Johann Jakob von Mayr. 1726 wurde der Innenraum barockisiert und 1727 ein Benefiziatenhaus angebaut. Der Bauer Leonhard Rössle und der Pfarrer Michael Gastl ermöglichten 1732 mit der Genehmigung des Klosters eine Frühmessstiftung. Nach der Säkularisation fiel das Präsentationsrecht an den bayerischen König. 1979 fand eine Außenrenovierung statt.

## Architektur

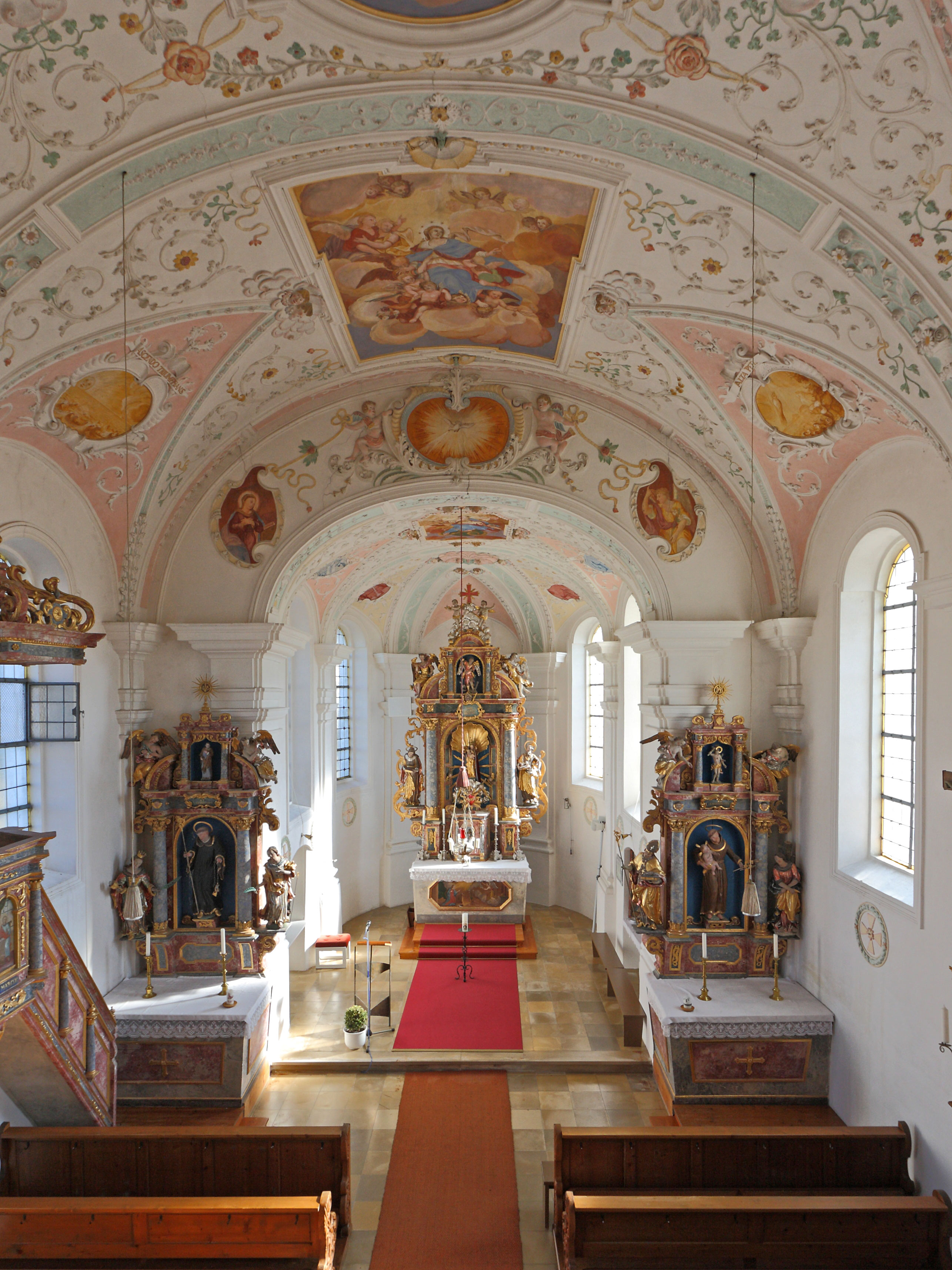
Innenraum mit Deckenfresken

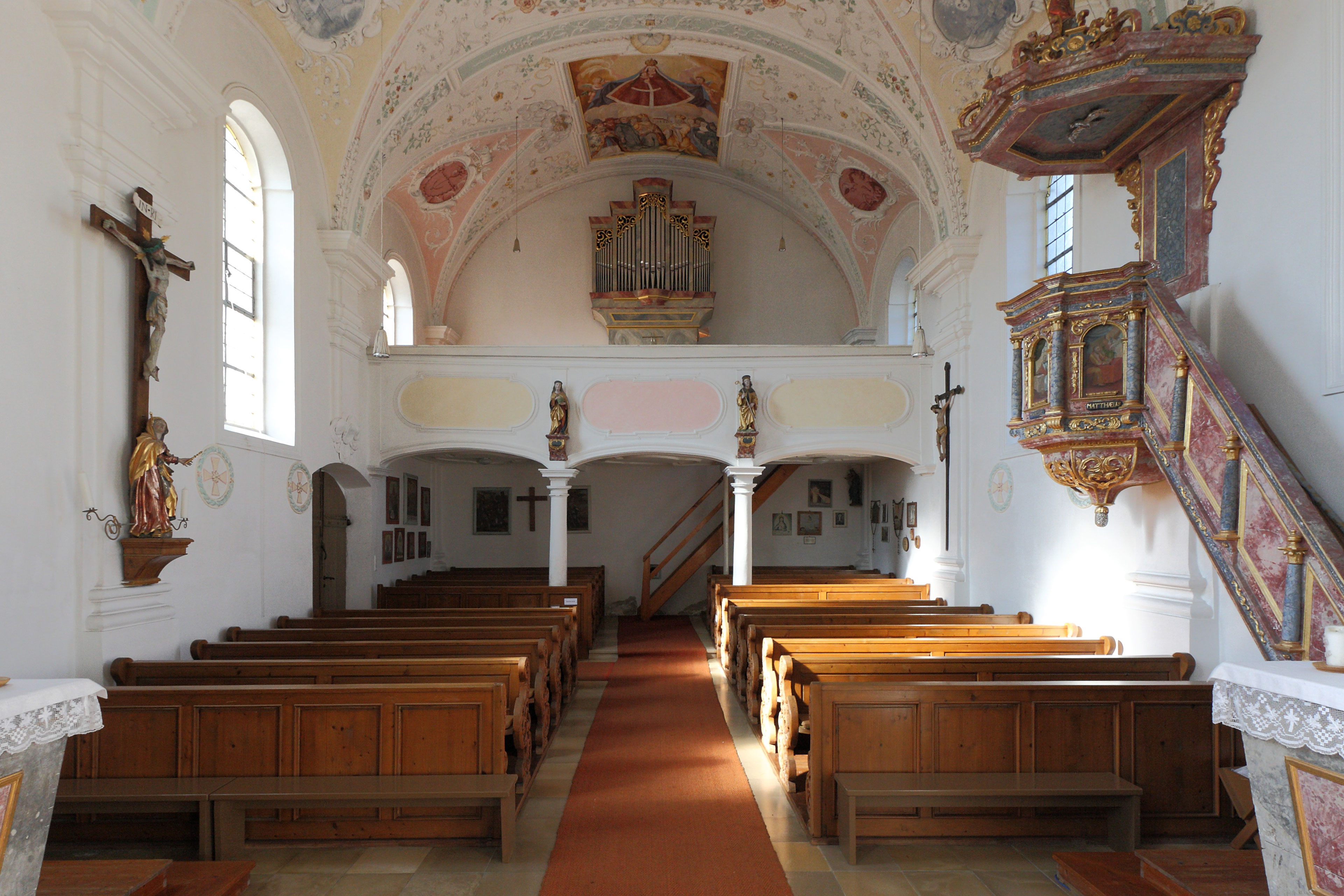
Blick nach hinten zur Empore

Das einschiffige Langhaus ist mit einer Stichkappentonne versehen und mit Pilastern gegliedert. Der eingezogene Chor besitzt im Inneren einen dreiseitig gerundeten und außen einen halbrunden Schluss.

## Ausstattung
Die feingliedrigen Stuckarbeiten sind in der Zeit um 1726 entstanden. Die Fresken im Chor und im Langhaus zeigen Szenen aus dem Leben Mariens: Die unbefleckte Maria, die Himmelfahrt Mariens und die Krönung Mariens. Die Altäre sind aus der Zeit um 1720. Die Seitenfiguren stehen auf Sockeln über Akanthusvoluten. Das Gnadenbild im Hauptaltar stammt aus dem frühen 15. Jahrhundert und ein Kruzifix wohl aus dem späten 15. Jahrhundert. An der Emporenbrüstung sind die Figuren der hl. Dorothea und des hl. Magnus angebracht. Die Figuren der hl. Katharina, der hl. Barbara sowie der Eltern Mariens, Joachim und Anna, werden dem Bildhauer Johann Pflaum aus Münsterhausen zugeschrieben.  Votivtafeln erinnern an die einst rege Wallfahrt.
Ein kleiner schlichter spätgotischer Flügelaltar zeigt auf seinen Außenseiten den hl. Ulrich und die hl. Afra und auf den Innenseiten die Kreuzabnahme. Die Gemälde auf der Außenseite werden in das späte 15. Jahrhundert datiert. Die übrigen Teile sind in der Neuzeit neu bemalt worden. Neuhäder ist somit eine der wenigen Kirchen im Landkreis Augsburg, die Gemälde aus der Spätgotik aufweist.
Im Chor befindet sich der Grabstein für den Benefiziat Laurentius Baur († 1769).

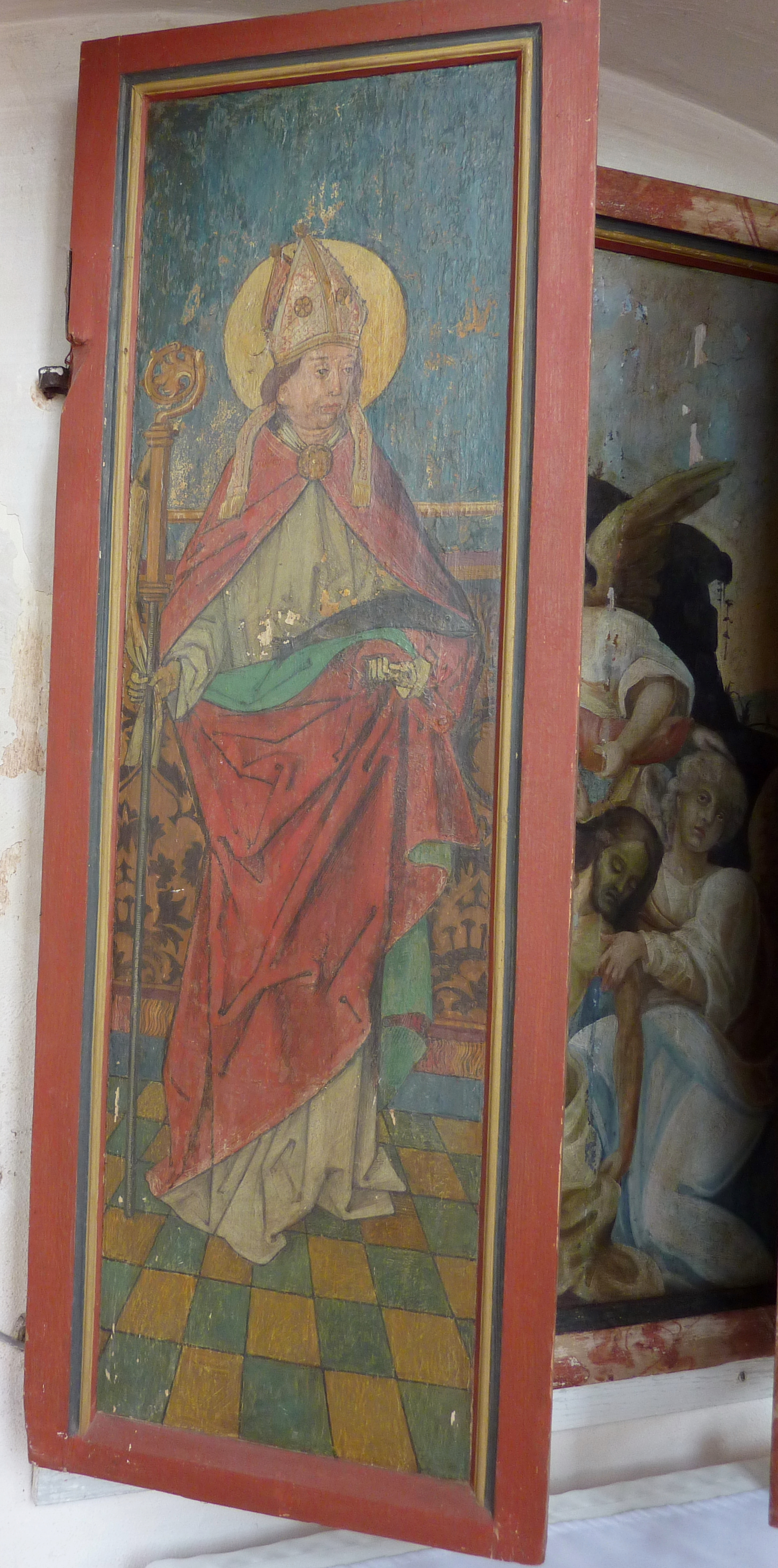
Hl. Ulrich
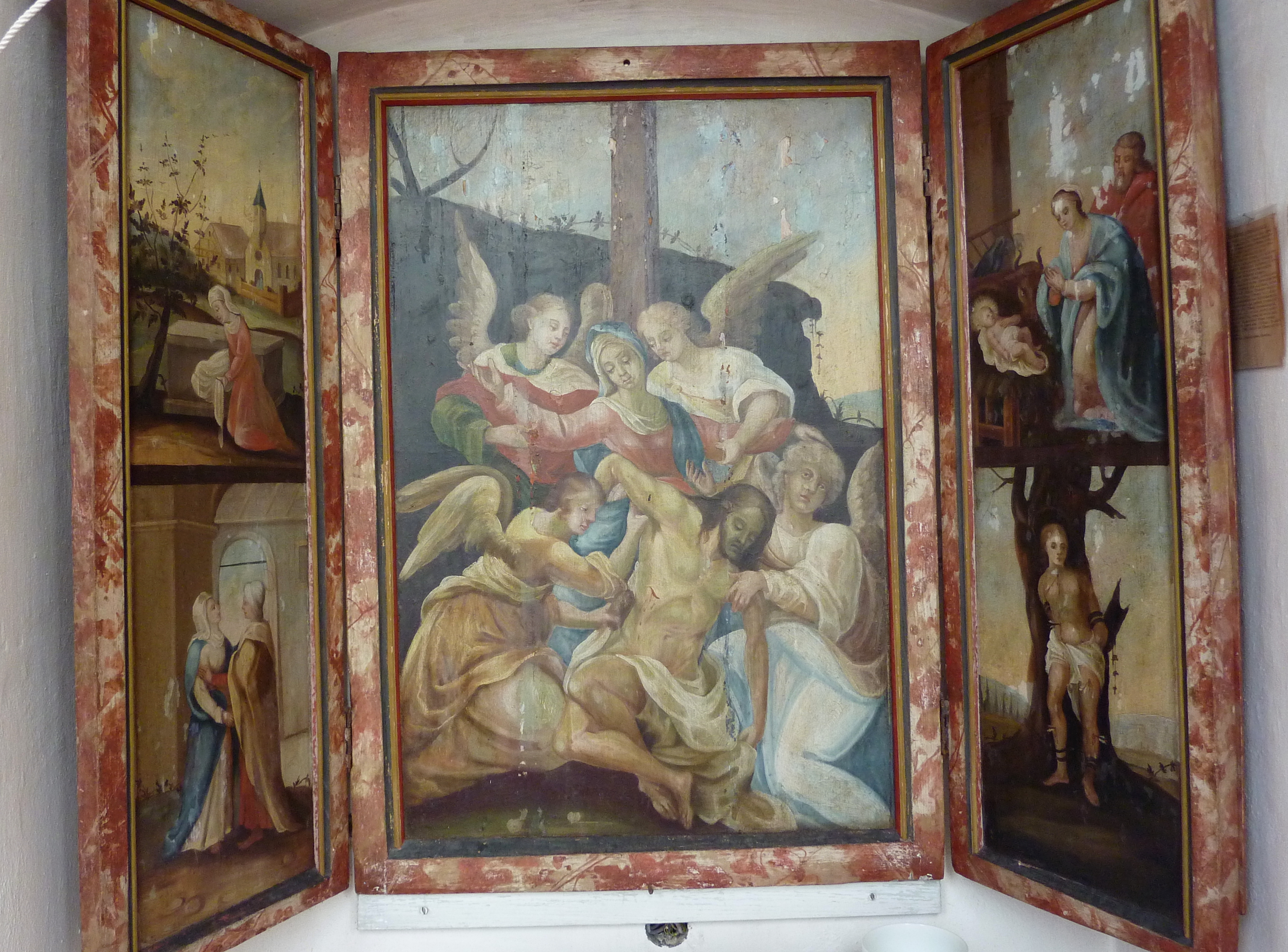
Kreuzabnahme
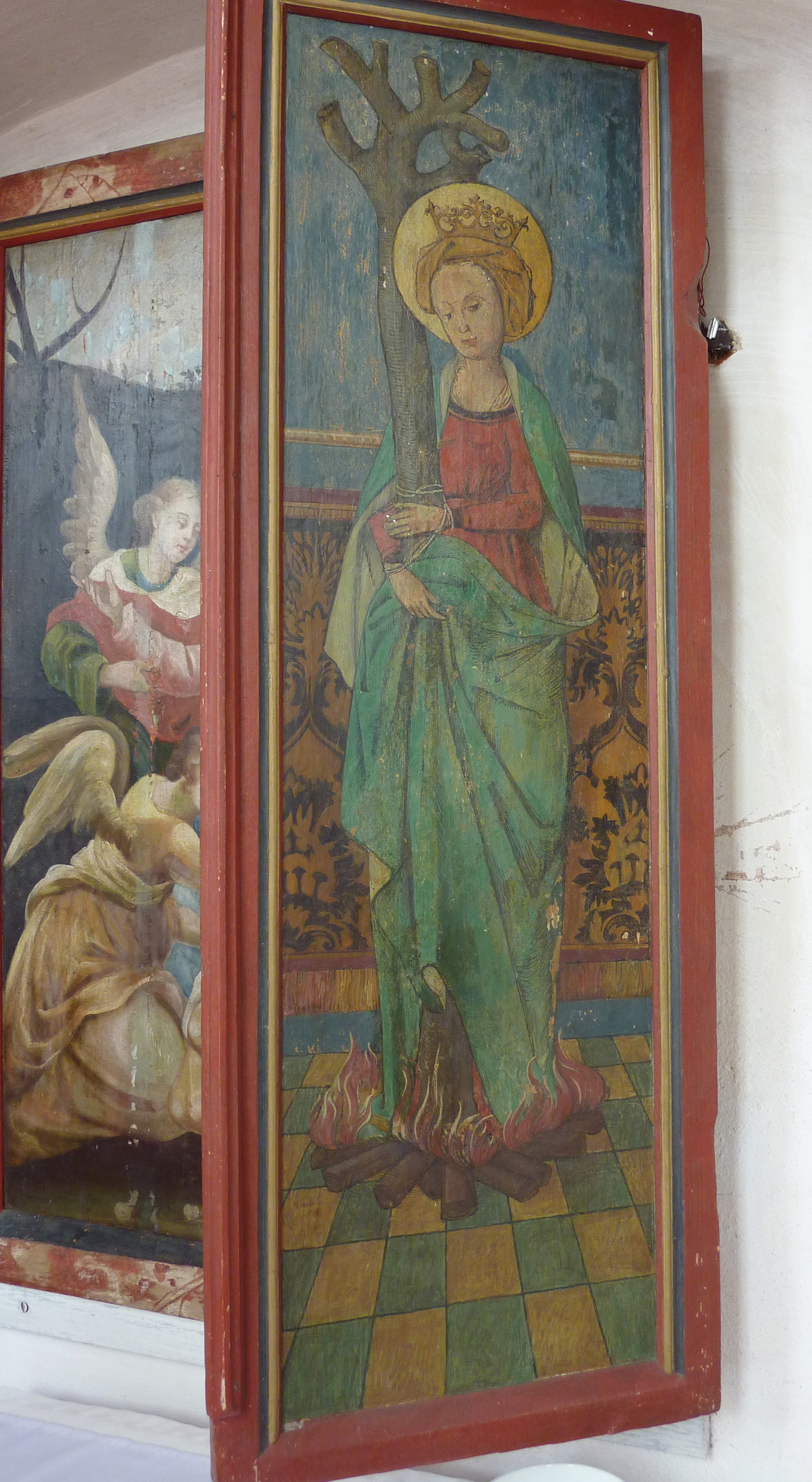
Hl. Afra